# ディック・アドキンス
ディック・アドキンス (Richard Earl "Dick" Adkins：リチャード・アール・"ディック"・アドキンス、1920年3月3日生 - 1955年9月12日没) は、アメリカ合衆国テキサス州エレクトラ出身のプロ野球選手 (遊撃手) 。右投右打。

## 経歴
1942年9月19日の対ワシントン・セネタース戦 (ダブルヘッダーだった) に「3番・ショート」でスタメン出場し、メジャーデビューを果たしたが、3打数ノーヒットに終わった。
同年翌日のセネターズ戦にも出場したが、打席に立つ機会はなかった。この年限りで、メジャーリーガーとしてのキャリアを終えた。
1955年、35歳という若さでこの世を去った。出身地であるテキサス州のエレクトラ・メモリアル・パークに埋葬された。

## 詳細情報

### 年度別打撃成績
| 年 度    | 球 団    | 試 合 | 打 席 | 打 数 | 得 点 | 安 打 | 二 塁 打 | 三 塁 打 | 本 塁 打 | 塁 打 | 打 点 | 盗 塁 | 盗 塁 死 | 犠 打 | 犠 飛 | 四 球 | 敬 遠 | 死 球 | 三 振 | 併 殺 打 | 打 率 | 出 塁 率 | 長 打 率 | O P S |
| -------- | -------- | ----- | ----- | ----- | ----- | ----- | -------- | -------- | -------- | ----- | ----- | ----- | -------- | ----- | ----- | ----- | ----- | ----- | ----- | -------- | ----- | -------- | -------- | ----- |
| 1942     | PHA      | 3     | 9     | 7     | 2     | 1     | 0        | 0        | 0        | 1     | 0     | 0     | 0        | 0     | --    | 2     | --    | 0     | 2     | 0        | .143  | .333     | .143     | .476  |
| MLB：1年 | MLB：1年 | 3     | 9     | 7     | 2     | 1     | 0        | 0        | 0        | 1     | 0     | 0     | 0        | 0     | --    | 2     | --    | 0     | 2     | 0        | .143  | .333     | .143     | .476  |

- 「-」は記録なし